# İlham Əliyev
İlham Heydər oğlu Əliyev (magyarosan Ilham Alijev IPA: [il'hɑm æ'lijɛv], kiejtéseⓘ; Baku, 1961. december 24. –) azeri politikus, Azerbajdzsán elnöke és az Új Azerbajdzsán Párt vezetője.

## Életrajza
Əliyev Bakuban született. Apja Heydər Əliyev volt, aki İlham  hatéves korában az azerbajdzsáni KGB vezetője lett, majd az Azerbajdzsáni Kommunista Párt első titkára és az SZKP Politikai Bizottságának teljes jogú tagja. Édesanyja dr. Zarifa Əlijeva volt, aki orvosként dolgozott, és Əziz Əliyev szovjet politikus lánya volt. Miután İlham elvégezte bakui iskoláit, a Moszkvai Nemzetközi Kapcsolatok Intézetében tanult, majd doktori címének megszerzését követően itt tanított. Felesége Mehriban Əliyeva, gyermekei Leyla, Arzu és Heydər. Nővére Sevil Əliyeva.
A Szovjetunió 1991-es széthullása után 1994-ig İlham Moszkvában és Isztambulban volt üzletember. Ekkortájt a média folyamatosan bemutatta életstílusát, amin belül leginkább a szerencsejáték és a nők játszották a főszerepet. Ez volt az az időszak, mikor hatalmas adósságokat halmozott fel egy török kaszinótulajdonossal szemben. Apja szomorúan fogadta fiának playboy életstílusát, és úgy érezte, ez csökkenti annak esélyét, hogy fia válhasson az utódává. 1998-ban az elnök elrendelte, hogy Azerbajdzsánban minden kaszinót zárjanak be.
1994-ben Əliyevet az Azerbajdzsáni Állami Olajvállalat, a SOCAR elnökhelyettesévé nevezték ki. Egyes vélemények szerint Əliyev megvesztegetéssel szerzett ilyen magas beosztást. A következő évben a parlament (a Milli Majlis), majd a most nem létező nemzeti olimpiai bizottság tagja lett. Ő vezette Azerbajdzsán küldöttségét az Európa Tanácsba. Két hónappal a 2003-as elnökválasztást megelőzően miniszterelnökké nevezték ki. Októberben Heydər Əliyev egészségi állapota megromlott, emiatt visszalépett a választásoktól, de ezzel egyidejűleg vitákra alkalmat adva, saját helyébe egyedül fiát jelölte pártjának elnökjelöltnek.

### 2003-as elnökválasztás
A 2003. október 15-én tartott választás hivatalos végeredménye szerint a leadott szavazatok 76,84%-ával İlham Əliyev lett a megválasztott elnök A hazai ellenzék azonban nem fogadta el az eredményt, és tüntetéseket szervezett. Ezek fő okai az állítólagos korrupció és a választások megrendezésének körülményei voltak. Több száz tüntetőt vertek meg, majd tartóztattak le. Az ellenzék tiltakozása ellenére Əliyev október 31-én elfoglalta hivatalát. Az amerikai kormányzat támogatta Əliyev megválasztását.
A nemzetközi közösség élesen kritizálta a választás lebonyolítását. Több megfigyelő megjegyezte, hogy kis mértékben tartották csak be a nemzetközi előírásokat, a választókat megfélemlítették, a jelölteknek eltérő lehetőségeik voltak véleményeik kifejtésére, valamint nagy mértékben megszegték a választás lebonyolításával kapcsolatos jogszabályokat. Az EBESZ Megfigyelő Bizottsága több számos szabálytalanságot jegyzett fel a szavazatszámlálással és a választások elrendezésével kapcsolatban.
A Human Rights Watch azt kifogásolta, hogy Əliyev kampányát kormányzati pénzekből finanszírozták, a Központi Választási Bizottságban és a helyi választási bizottságokban Əliyev támogatói foglaltak helyet, míg a helyi, kormányzati kapcsolatokkal nem rendelkező szervezetek nem vehettek részt a választás tisztaságának ellenőrzésében. (forrás: HTML) Eynulla Fatullayevet és több más újságírót is előzetes letartóztatásba helyeztek, mert kritizálták Əliyevet és kormányát.

### 2008-as elnökválasztás
Əliyevet 2008-ban újabb öt évre elnöknek választották, a hivatalos eredmények szerint elsöprő, 87 százalékos támogatottsággal.

### 2013-as elnökválasztás
Əliyev ismét sikerrel indult a 2013-as elnökválasztáson. A hivatalos eredmények szerint a szavazatok 85 százalékát szerezte meg. A választás tisztaságára árnyat vetett az a tény, hogy egy hiba folytán a szavazás végeredménye a választás előtti napon nyilvánosságra került.

### Elnöksége
Az ellenzék és a külföldi emberi jogi szervezetek azt kifogásolják, hogy az emberi jogok helyzete semmit nem javult Əliyev elnöksége idején.  Az ellenzéki tüntetéseket vagy betiltották, vagy Bakunak egy távoli részén engedélyezték. Így akarták megakadályozni a demonstráció megtartását, és azt, hogy az ellenzék támogatói az adott helyre odaérjenek. A kormányzat továbbra is elnyomásban tartotta az ellenzéket és a független médiát. A nemzetközi közösség, s főleg az Európa Tanács folyamatos nyomásának engedve 2005 márciusában Əliyev az ellenzék több fontos vezetőjét szabadon engedte, akiket a 2003-as választások lebonyolításának körülményei miatt tartott tüntetésük miatt börtönöztek be.
2005. március 26-án Əliyevet hivatalosan is újraválasztották, mint a hatalmon lévő Új Azerbajdzsán Párt elnökét. Az ellenzék ezt a lépést törvénytelennek tekintette, mivel a politikai pártokról szóló törvény szerint az elnöknek a pártok befolyásától mentesnek kell lennie.
2008-ban Əliyev kijelentette, hogy a Hegyi-Karabah Köztársaság soha nem lesz független, és ebben a nemzetközi megfigyelők is a segítségére lesznek. „Örményországnak el kell fogadnia a realitásokat, ami pedig az, hogy 1918-ban Jerevánt Örményországnak ítélték. Ez azonban egy nagy hiba. Az Erivani Kanátus azeri terület volt, és az örmények csak vendégek itt.”.
Egy 2016 őszén megrendezett népszavazás felhasználásával végrehajtott alkotmánymódosítás lehetővé tette az alelnöki poszt létrehozását, amelyre saját feleségét, Mehriban Əliyevát nevezte ki.

## Magyarul megjelent művei
- Azerbajdzsán és Európa energiabiztonsága; ford. Kárpáti György; Azerbajdzsáni Köztársaság Magyarországi Nagykövetsége, Bp., 2009